# أياس (اسم)
أَيَاس هو اسم علم مذكر من أصل عربي، ومعناه هو المصيب بالخير.

## شخصيات تحمل الاسم
أياس محمد باشا